# Обикновена слепушонка
Обикновените слепушонки (Ellobius talpinus) са вид дребни бозайници от семейство Хомякови (Cricetidae).
Разпространени са в степните области на Евразия от Днепър до Алтай и на юг в Средна Азия до границите на Иран и Афганистан. Достигат дължина на тялото 180 mm и маса 70 kg, като женските са малко по-едри. Имат къса и гъста кафеникава козина, по-светла по-корема. Активни са през деня и живеят на групи от по десетина индивида, като изграждат сложни подземни жилища. Хранят се с корени и други части на растения.